# Martin AM Mauler
Martin AM Mauler – amerykański pokładowy samolot szturmowy zaprojektowany w latach II wojny światowej przez wytwórnie Glenn L. Martin Company. Maszyna weszła do służby już po zakończeniu wojny, ale w pierwszej połowie lat 50. XX wieku wszystkie wyprodukowane egzemplarze wycofano z jednostek. Zadania szturmowe miały wypełniać samoloty Douglas A-1 Skyraider.

## Historia

### Geneza
29 stycznia 1942 roku Dyrektor ds. Planowania i Szef Działu Inżynieryjnego marynarki (Director of Planning and the Head of Engineering) zlecił Bureau of Aeronautics (Biuro Aeronautyki US Navy) zastąpienie na pokładach lotniskowców dwumiejscowych samolotów zwiadowczo-bombowych (VSB) jednomiejscowymi maszynami bombowo-torpedowymi (VBT), a dotychczasowych trzymiejscowych samolotów torpedowo-bombowych (VTB), również trzymiejscowymi samolotami torpedowo-bombowymi, ale przystosowanymi do wypełniania zadań rozpoznawczych (VTSB). W tym celu Bureau of Aeronautics zwróciło się do kilku wytwórni o przedstawienie wstępnych projektów jednomiejscowych, pokładowych samolotów typu VBT. Jedną z nich był Glenn L. Martin.

### Projekt

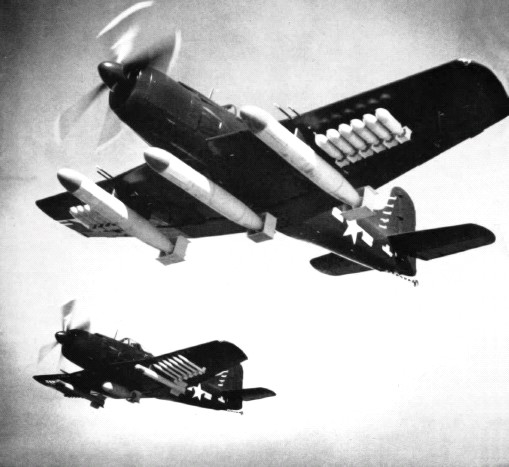
Maulery demonstrują swój udźwig. Maszyna na pierwszym planie przenosi trzy torpedy i dwanaście 250-funtowych bomb

Firma rozpoczęła swoje prace projektowe od kwestionowania zasadności niektórych warunków technicznych jakie zdaniem Bureau of Aeronautics powinien spełniać nowy samolot. Pierwszym z nich był wymóg posiadania wewnętrznej komory bombowej. Zdaniem wytwórni (podobne zdanie mieli konstruktorzy z innych firm) wewnętrzna komora uzbrojenia niepotrzebnie zwiększa przekrój czołowy samolotu pogarszając jego charakterystykę aerodynamiczną, a tym samym przyczynia się do zwiększenie zużycia paliwa i zmniejszenia zasięgu. Dostępne w owym czasie silniki dawały samolotom możliwość przenoszenia dużej masy uzbrojenia na zewnętrznych belkach uzbrojenia. W przypadku napotkania przeciwnika, samolot odrzucał zewnętrzne zbiorniki lub uzbrojenie i odzyskiwał właściwą linię aerodynamiczną umożliwiającą uzyskanie osiągów potrzebnych w walce. Innym argumentem było wprowadzenie rodzajów uzbrojenia, które nie mogło być przenoszone w wewnętrznej komorze (jak np. rakiety Tiny Tim). Kolejne wątpliwości konstruktorów Martina wzbudzał wymóg posiadania przez maszyne klap typu Duplex, które zdaniem Bureau of Aeronautics były jako jedyne zdolne wyhamować samolot o dużej masie podczas ataku nurkowego. Nie podzielali tego zdania inżynierowie wytwórni. Biuro Aeronautyki przychyliło się do zdania firmy, dając wolną rękę w projekcie, wymagając jedynie, aby silnikiem zastosowanym w nowym samolocie był Pratt & Whitney R-4360-4 Wasp Major. Prace posuwały się bardzo szybko. 7 stycznia 1944 roku Bureau of Aeronautics podpisało z wytwórnią Procurement Directive kontrakt, w którym zobowiązywało się sfinansować trzy prototypy samolotu (dwa latające i jeden płatowiec do prób statycznych), który otrzymał oznaczenie XBTM-1. Bardzo szybko ukończona makieta nowej maszyny została przedstawiona do zaakceptowania w dniach 7–9 lutego 1944 roku. 15 kwietnia tego samego roku Biuro zatwierdziło szczegółową specyfikację techniczną, a 31 maja 1944 roku podpisano ostateczny kontrakt. Gotowy prototyp wzniósł się po raz pierwszy w powietrze 26 sierpnia 1944 roku. Samolot otrzymał bardzo dobre oceny, aczkolwiek pośpiech w jakim go budowano zaowocował drobnymi problemami, z którymi jednak szybko się uporano. Wstawienie płetwy grzbietowej przed statecznikiem pionowym poprawiło stateczność kierunkową samolotu, a dodanie systemu hydraulicznego wspomagania układu sterowania zmniejszyło siły z jakimi musiał zmagać się pilot operując drążkiem sterowym. Obniżono również wznios skrzydła. 15 stycznia 1945 roku Bureau of Aeronautics zamówiło 750 egzemplarzy wersji seryjnej. Zakończenie wojny na Pacyfiku spowodowało redukcję zamówienia do 149 samolotów. 11 marca 1946 roku maszyna otrzymała nowe oznaczenie AM-1 (A od Attack – szturmowy).

## Służba

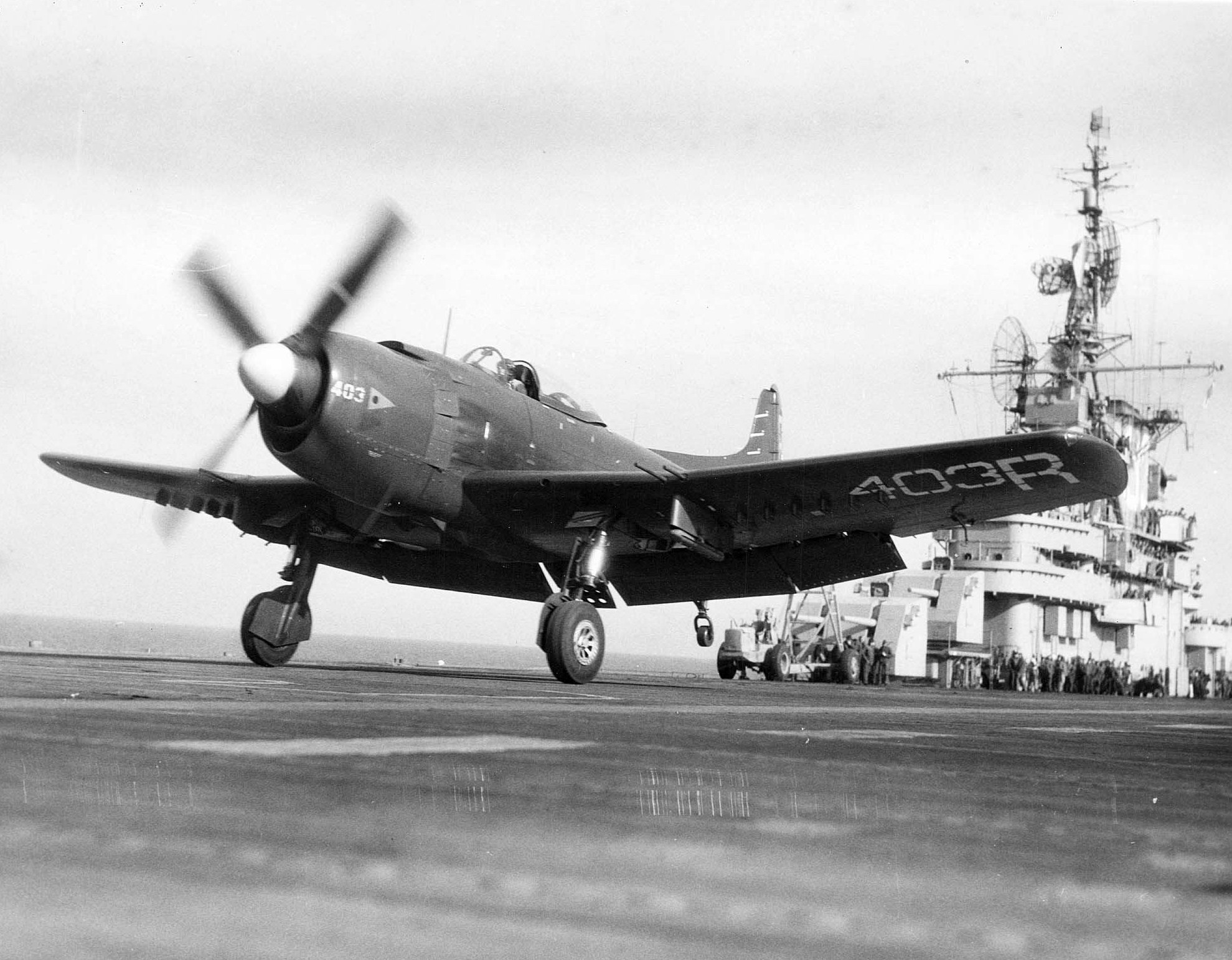
AM-1 podczas testów na pokładzie lotniskowca USS "Kearsarge"

W marcu 1948 roku United States Navy poddała samoloty próbom na lotniskowcach USS "Leyte" (CV-32), USS "Kearsarge" (CV-33) i USS "Midway" (CV-41). Ujawnione problemy ze sztywnością kadłuba zmniejszyły zamówienie do 99 sztuk. Aby utrzymać odpowiednią sztywność konstruktorzy wzmocnili kadłub wewnętrznymi cięgnami co w maju tego samego roku zaowocowało powrotem do pierwotnego zamówienia w liczbie 149 samolotów. 30 marca 1949 roku Mauler zademonstrował swoje możliwości udźwigu uzbrojenia. W powietrze wzbiła się maszyna obciążona 4830 kilogramami ładunku torpedowo-bombowego. Jeszcze parę lat wcześniej masa bomb na pokładzie czterosilnikowego Boeing B-17 Flying Fortress wykonującego misje dalekiego zasięgu wynosiła około 2000 kg. Samoloty weszły w skład dywizjonów VA-44, VA-45, VA-84, VA-85, VA-174 i VC-4. Pozostały w nich niezbyt długo bo zaledwie do 1950 roku (ostatni do października 1950 roku w VC-4), kiedy to zostały przeniesione do jednostek bazowania lądowego. I w nich nie utrzymały się zbyt długo. Wycofano je do 1953 roku. Jednym z głównych powodów takiej decyzji było wprowadzenie na uzbrojenie niemal równolegle samolotu Douglas A-1 Skyraider, który okazał się być maszyną prostszą, tańszą w eksploatacji i tylko nieznacznie ustępującą Maulerowi pod względem udźwigu.

## Konstrukcja
Mauler był jednomiejscowym, jednosilnikowym, wolnonośnym dolnopłatem o konstrukcji całkowicie metalowej. Składane w celu ułatwienia hangarowania na pokładzie lotniskowca skrzydła o trapezowym obrysie. Na krawędzi spływu zaopatrzone w aerodynamiczne hamulce. Usterzenie klasyczne, przed statecznikiem pionowym duża płetwa grzbietowa poprawiająca stateczność kierunkową samolotu. Podwozie chowane, trójpodporowe z tylnym podparciem. Podwozie główne chowane do wnęk w skrzydłach, kółko ogonowe do wnęki w kadłubie. W maszynie zastosowano 28 cylindrowy, silnik gwiazdowy Pratt & Whitney R-4360-4 Wasp Major w układzie poczwórnej gwiazdy, chłodzony powietrzem, napędzający czterołopatowe śmigło o zmiennym skoku. Aby zniwelować moment reakcji pochodzący od tak potężnego silnika zamontowano go w kadłubie z 2° odchyleniem od osi kadłuba. Pod usterzeniem zamontowany hak do lądowania na lotniskowcach.

## Uzbrojenie
Uzbrojenie strzeleckie składało się z czterech działek kalibru 20 mm zamontowanych w skrzydłach samolotu (po dwa na skrzydło). Maszyna mogła standardowo przenosić 2722 kg podwieszanego uzbrojenia - torped, bomb, pocisków rakietowych.

## Wersje

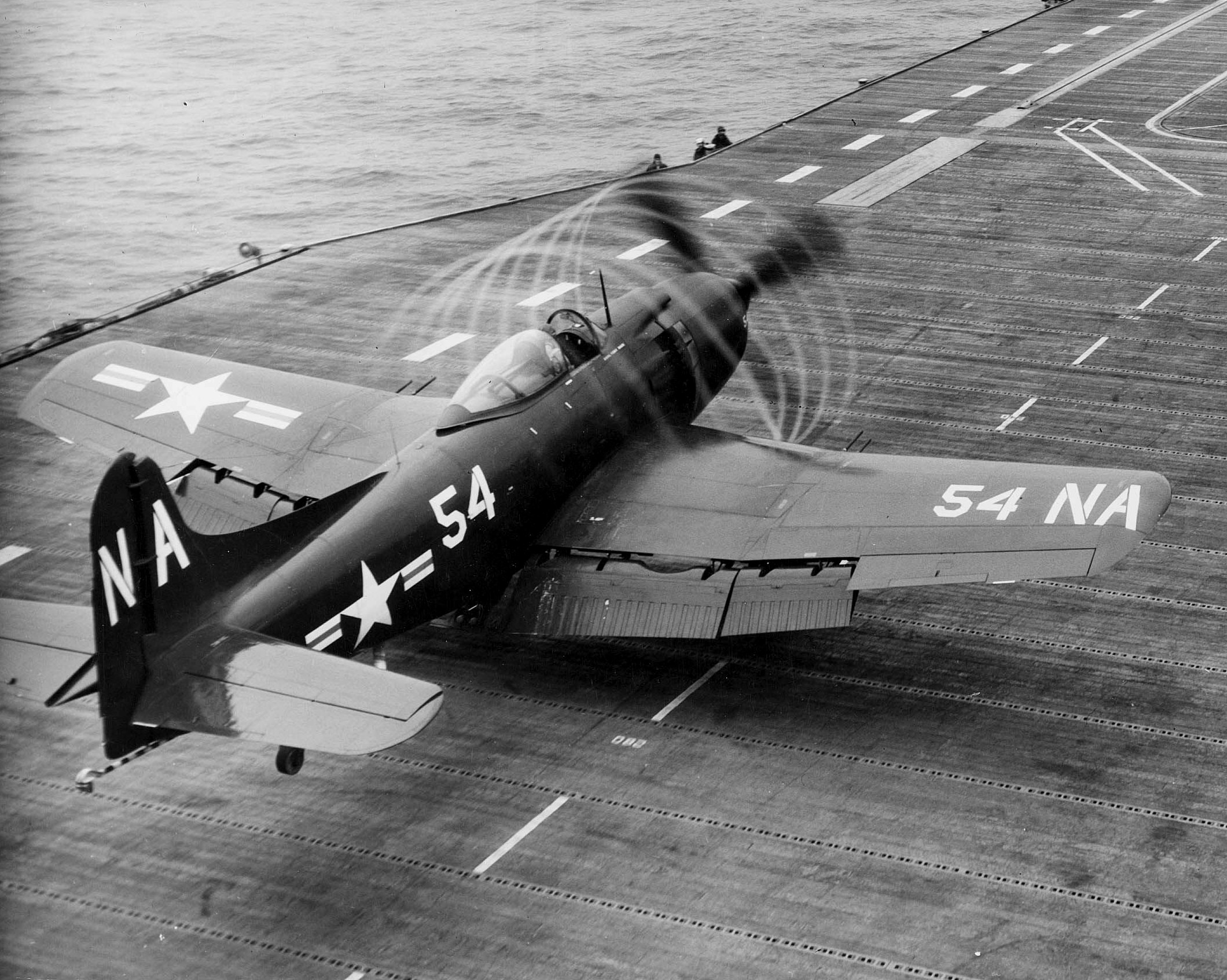
Wersja AM-1Q

- XBTM-1 – oznaczenie dwóch samolotów prototypowych.
- AM-1 – oznaczenie maszyn seryjnych.
- AM-1Q – samolot walki radioelektronicznej. Powstało 18 maszyn tej wersji. Dwanaście z nich zbudowano od podstaw w wersji Q, a sześć przebudowano z wersji AM-1. Kabina operatora systemów elektronicznych na pokładzie samolotów znajdowała się wewnątrz kadłuba samolotu, tuż za kabiną pilota, wchodziło się do niej przez niewielkie drzwi, umieszczone na prawej burcie samolotu.